# Abus sexuels dans la Convention baptiste du Sud
Des abus sexuels dans la Convention baptiste du Sud sont révélés au public, en février 2019, par deux médias américains, le Houston Chronicle et le San Antonio Express-News. Selon ces enquêtes environ 380 membres du clergé, des dirigeants laïcs et des bénévoles de la Convention baptiste du Sud sont accusés d'agressions sexuelles et 700 victimes sont dénombrées.
En 2022, le rapport d’enquête d'une société indépendante, mentionne l’omerta pratiquée par certains responsables de la Convention baptiste du Sud face aux victimes d'agressions sexuelles. Une liste de centaines de membres d’églises baptistes américaines « accusés de manière crédible » est publiée.

## Historique
En 2008, plusieurs victimes d'agressions sexuelles sollicitent les dirigeants de la Convention baptiste du Sud, (anglais : Southern Baptist Convention, abrégé en SBC), afin de lutter contre les prédateurs sexuels en son sein et de prendre des mesures de rétorsions à l'égard des églises qui protègent ces agresseurs. En réponse, la Convention demande à ses membres de s'investir dans cette recherche mais refuse la création d'une base de données centrale du personnel et du clergé reconnus coupables ou inculpés d'agressions sexuelles, en justifiant cette décision par l’autonomie des églises locales,.

## L'enquêteAbuse of Faith
En février 2019, un scandale sexuel concernant la Convention est révélé au public par deux médias du Texas : le Houston Chronicle et le San Antonio Express-News à travers l'enquête Abuse of Faith (Abus de Foi).
Depuis 1998, 380 pasteurs et autres employés de culte ont commis des abus sexuels sur plus de 700 victimes. L'enquête est basée sur des affaires d’abus sexuels jugés dans les tribunaux depuis plus de 20 ans. Parmi ces prédateurs sexuels 220 sont condamnés par la justice de divers États, 100 condamnés sont encore dans des prisons américaines. Plus de 100 membres de la Convention sont enregistrés dans le fichier des délinquants sexuels. Des dizaines d’autres membres sont  accusés de manière crédible ou poursuivis civilement. Par ailleurs plusieurs anciens présidents de la Convention baptiste du Sud sont accusés d’abus sexuels. De nombreuses victimes ont subi des pressions pour ne pas porter plainte, accepter d'avorter ou simplement absoudre leurs agresseurs et « passer à autre chose »,.

## Réactions de la Convention baptiste
En juin 2019, la Convention adopte un amendement constitutionnel afin d’excommunier les églises qui ne sévissent pas contre les agresseurs et autorise la création d'un comité chargé de traiter les plaintes pour abus sexuels. Dans ce cadre, deux  églises affiliées à la Convention baptiste du Sud sont exclues en février 2021.
En juin 2021, des lettres écrites par l'ancien directeur des politiques Russell D. Moore à la direction de la Convention baptiste du Sud sont divulguées. Dans celles-ci, Moore décrit comment la Convention a mal géré les allégations d'abus sexuels. En octobre 2021, la Convention baptiste du Sud décide de confier une enquête à une entreprise entreprise indépendante sur la gestion des abus sexuels par la Convention. Ce rapport est publié en juin 2022.
Le rapport d’enquête réalisé par Guidepost Solutions, une société indépendante, mentionne l’omerta pratiquée par certains responsables de la Convention baptiste du Sud face aux victimes d'agressions sexuelles. Une liste de plusieurs centaines de pasteurs, prédicateurs et membres d’églises baptistes américaines « accusés de manière crédible » d'agressions sexuelles est publiée. Les informations ont été compilées principalement à partir d'articles de presse publiés entre 2007 à 2022.
À la suite de ce rapport, la Convention adopte, en juin 2022, l'instauration d’une base de données publique recensant les agresseurs afin de lutter contre les abus.

### Quelques cas
- En 1998, le pasteur Michael Lee Jones est reconnu coupable d'agressions sexuelles sur deux jeunes filles de 16 ans. Il reste en liberté avec une période de probation de 8 ans et change d'église[13].
- En 2003, le pasteur Leslie Mason est condamné à 7 ans de prison pour avoir abusé de deux jeunes filles de moins de 16 ans. Libéré en 2009, il reprend son activité dans une autre église[14].
- En 2007, le pasteur Darrell Gilyard est mis en examen pour des sms inappropriés envoyés à sa propre fille. L'enquête révèle alors de multiples autres inconduites et abus sur des jeunes filles de 13 à 16 ans. En 2009, il est condamné à trois ans de prison et est enregistré au fichier des délinquants sexuels de Floride[15]. À peine libre, en 2012, il s'installe dans une nouvelle église baptiste, la Christ Tabernacle à Jacksonville, en Floride[16].
- En 2010, Johnny Hunt (en), alors président de la Convention baptiste du Sud, aurait abusé de la femme d'un autre pasteur[17]. Il récuse ces accusations mais reconnait un « péché personnel » qu'il qualifie de « rencontre brève mais inappropriée ». Néanmoins, il a démissionné du North American Mission Board (en). En décembre 2022, alors qu'un retour de  Hunt est envisagé, Bart Barber, actuel président de la Convention s"y oppose [18].

## Procès

### Affaire Pressler
En 2017, Duane Rollins intente une action en justice accusant Paul Pressler, figure baptiste du Sud et ancien juge du Texas, de décennies de viol ayant commencé lorsque Rollins était un membre de 14 ans du groupe de jeunes de l'église à Houston. Sa plainte concerne Pressler mais aussi d'autres personnes qu'il accuse d'avoir permis ou dissimulé le comportement de Pressler - notamment la Southern Baptist Convention et Jared Woodfill, l'ancien président républicain du comté de Harris et partenaire juridique de longue date de Pressler.
Lors du procès, sept autres hommes ont témoigné des « inconduites sexuelles » de Pressler.

### Enquête du ministère américain de la Justice
En août 2022, la Convention a annoncé qu'elle faisait l'objet d'une enquête du ministère américain de la Justice pour sa gestion des abus sexuels. En mars 2024, le ministère américain de la Justice a terminé son enquête et a annoncé ne pas inculper la Convention. Toutefois, en mai 2024, le ministère américain de la Justice a inculpé l’ancien doyen du Séminaire théologique baptiste du Sud-Ouest pour falsification de documents en 2022, lors d’une enquête sur des allégations selon lesquelles des dirigeants de la Convention auraient intimidé des lanceurs d’alerte
.